# Nefeli Tita
Nefeli Tita (griechisch Νεφέλη Τίτα, * 11. Februar 2003 in Florina, Griechenland) ist eine griechische Biathletin und Skilangläuferin, die Mitglied des griechischen Teams für die Olympischen Winterspiele 2022 in Peking war. 

## Leben
Nefeli Tita ist die Tochter des Skitrainers Christos Titas, der selbst im Langlauf 1988 und 1994 Griechenland bei den Olympischen Winterspielen repräsentierte. Sie wuchs in Florina, im Norden Griechenlands, auf und studiert an der Nationalen und Kapodistrias-Universität Athen (Εθνικό και Καποδιστριακό Πανεπιστήμιο Αθηνών) Medizin.

## Karriere
Nefeli Tita begann im Alter von 4 Jahren mit dem Skifahren und wird seitdem von ihrem Vater Christos Titas trainiert. Als besondere Leistung gilt ihre Teilnahme bei der Nordischen Skiweltmeisterschaft in Seefeld 2019, wo sie beim klassischen Langlauf über 5 km mit einer Zeit von 8:35,8 Minuten den 18. Platz einnahm. 2020 nahm sie an den Olympischen Jugend-Winterspielen in Lausanne teil. Dabei belegte sie den 59. Platz mit 37:10,8 Minuten beim Biathlon Wettkampf über 10 km. 
Im Januar 2021 erzielte sie beim FIS Balkan Cup in Zlatibor (Serbien) mit einer Zeit von 20:22,2 Minuten über 5 km Langlauf den sechsten Platz direkt hinter ihrer Teamkollegin Maria Danou. Im selben Jahr konnte sie bei den griechischen Skimeisterschaften in Metsovo über 5 km den zweiten Platz und beim Sprint 1200 den ersten Platz erringen. Nefeli Tita qualifizierte sich für eine Teilnahme an den Olympischen Winterspielen 2022 in Peking. Sie nahm im Skilanglauf an den Wettkämpfen Sprint, 10 km Klassisch und Team-Sprint zusammen mit Maria Danou teil. Dabei konnte sie im Sprint mit 4:14,48 Minuten den 87. Platz belegen, den 10 km Klassisch-Wettkampf beendet sie auf Platz 97 und im Team-Sprint kam sie auf Platz 23.
Bei der Gesamtwertung des Skilanglauf-Balkan-Cups 2024/2025 kam sie auf den dritten Platz. Sie konnte außerdem im Februar 2025 den zweiten Platz bei den griechischen Meisterschaften im Sprint einnehmen.